# Fernando Quejas
Fernando Quejas (1922 a Cap Verd -28 d'octubre de 2005 a Lisboa, Portugal), va ser un cantant i un compositor de Cap Verd.

## Biografia
Va realitzar el seu primer concert a la ràdio local "Radio Clube de Cabo Verde". Posteriorment, Quejas va emigrar de Cap Verd a Portugal el 1947. En la dècada dels anys 1950, va publicar 22 àlbums discogràfics amb el segell Alvorado. En els anys 1960 i 1970 va fer nombroses aparicions a tot el món. Va ser el cantant més famós de la morna malenconiosa del blues a l'estil de Cap Verd.